# 蛟河西站
蛟河西站位于中华人民共和国吉林省吉林市蛟河市，是长珲城际铁路上的高铁站，于2015年9月20日启用营运，由沈阳铁路局管辖。

## 車站周邊
- 蛟河市机动车驾驶员培训学校
- 蛟河市公安局交通管理大队榆江中队

## 歷史
- 2015年9月20日通车启用。

## 外部連結
- 中国铁路客户服务中心 （页面存档备份，存于）